# Сюмское сельское поселение
Сюмское сельское поселение или муниципальное образование «Сюмское» — муниципальное образование со статусом сельского поселения в Шенкурском муниципальном районе Архангельской области России.
Соответствует административно-территориальной единице в Шенкурском районе — Сюмскому сельсовету.
Административный центр — деревня Куликовская (Сюма).

## География
Сельское поселение находится на севере Шенкурского района, располагаясь по берегам рек Вага, Сюма, Севчуга и Неленга.
Граничит:
- на севере и северо-востоке с Виноградовским районом
- на юго-востоке с муниципальным образованием «Шеговарское»
- на юге с муниципальным образованием «Верхоледское»
- на западе с Плесецким районом

## История
Муниципальное образование было образовано в 2006 году.

## Население
| 2010 | 2011 | 2012 | 2013 | 2014 | 2015 |
| ---- | ---- | ---- | ---- | ---- | ---- |
| 225  | ↘224 | ↘211 | ↘200 | ↘190 | ↘181 |
| 2016 | 2017 | 2018 | 2019 | 2020 | 2021 |
| ↘175 | ↘169 | ↗173 | ↘170 | ↘158 | ↘131 |

## Состав поселения
В состав сельского поселения входят 7 населённых пунктов
| № | Населённый пункт | Тип населённого пункта         | Население |
| - | ---------------- | ------------------------------ | --------- |
| 1 | Ермолинская      | деревня                        | ↘1        |
| 2 | Клемушино        | посёлок                        | ↘32       |
| 3 | Куликовская      | деревня,административный центр | ↘156      |
| 4 | Леховская        | деревня                        | ↘16       |
| 5 | Нижнелукинская   | деревня                        | →0        |
| 6 | Павловская       | деревня                        | →1        |
| 7 | Пентюгинская     | деревня                        | →0        |